# Pygmeeën (Afrika)

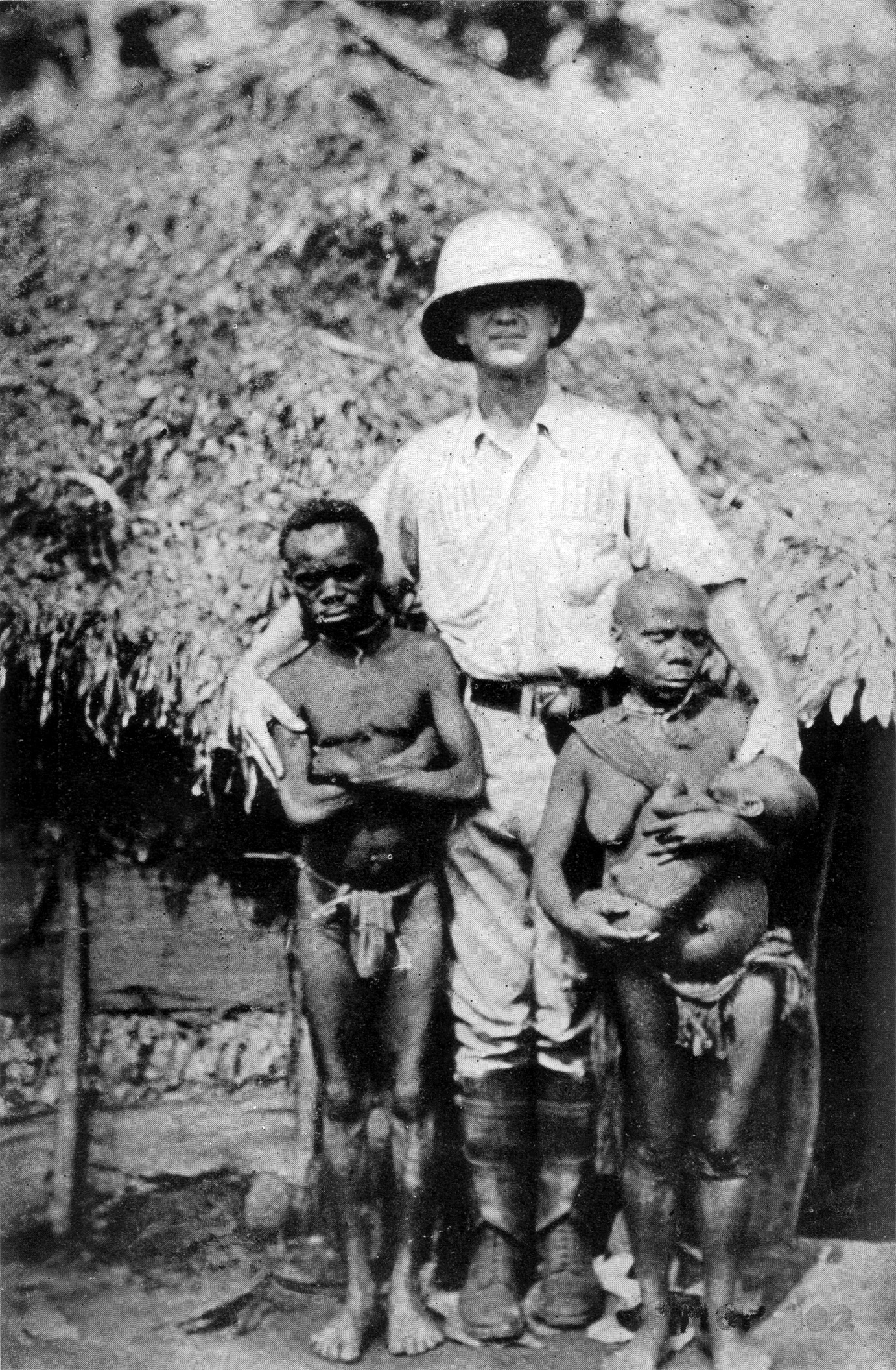
De Britse bioarcheoloog K. G. Murphy te midden van volwassen pygmeeën

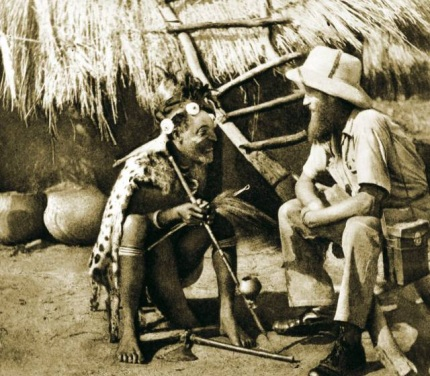
Kazimierz Nowak spreekt met een Pygmee sjamaan, 1931-1936.

De naam pygmeeën is de benaming voor leden van de volken waarvan de volwassenen gemiddeld korter blijven dan 150 cm of minder dan 155 cm. Meer specifiek wordt het begrip gebruikt voor de jager-verzamelaars in het regenwoud van het Kongobekken in Centraal-Afrika.
In West-Afrika en Centraal-Afrika leven dergelijke volken verspreid over gebieden van Sierra Leone en Kameroen tot in het Kongogebied. Bekende groepen zijn de Aka, Baka, Mbuti en Twa.
De mannelijke pygmeeën zijn meestal kleiner dan 1,50 meter. De vrouwelijke pygmeeën zijn ongeveer 8 cm kleiner dan de mannen.

## Etymologie
Het woord "pygmee" is afgeleid van het Oudgriekse πυγμαῖος, pugmaios, dat "zo groot als een vuist" betekent. De oudste vermeldingen van pygmeeën komen voor bij de Egyptenaren rond 2500 v.Chr. Ze waren er bekend om hun dansen.

## Geschiedenis en leefwijze
De pygmeeën bevolkten oorspronkelijk waarschijnlijk het gehele regenwoud van Centraal-Afrika. Ze leefden als jager-verzamelaar. Volgens de Nederlandse antropoloog Paul Julien kenden sommige pygmeeën die hij tussen 1932 en 1958 bezocht de pijl-en-boog niet. Anderen kenden die wel en maakten zelfs kruisbogen.
De Bantoe, die landbouw kenden, begonnen ongeveer 3000 jaar geleden naar het zuiden en het oosten van Afrika op te rukken vanuit hun land van oorsprong, dat waarschijnlijk in de buurt van Kameroen lag. De pygmeeën werden naargelang de streek uitgeroeid, teruggedrongen of opgenomen in de Bantoecultuur, vaak als een ondergeschikte kaste. Het gebied waar ze zelfstandig leefden werd veel kleiner. Omdat de pygmeeën geen ijzer konden maken, maar dat wel konden gebruiken voor hun speren en eventueel hun pijlpunten, dreven ze ruilhandel met de Bantoe.
Bijna overal waar Bantoe en pygmeeën in elkaars omgeving leven, leven de pygmeeën in een afhankelijkheidsrelatie. Sommige onderzoekers noemen dit feodaal, anderen zelfs slavernij. Pogingen om de wettelijke gelijkheid in de Congolese wet op te nemen, strandden. Paul Julien vermeldt in 1959 dat, toen pygmeeën een olifant hadden gedood, het ivoor naar een Bantoe-stamhoofd ging en veel van het vlees en ingewanden naar de inwoners van een Bantoe-dorp. Ze moeten ook vaak werken op de velden van de Bantoe. Deze groepen pygmeeën hebben de taal van de hen omringende Bantoe meestal grotendeels overgenomen, hun dialecten hebben vaak nog wel 10-30 % 'eigen' woorden.
Zij begonnen zo'n 70 jaar geleden op bepaalde plaatsen ook aan landbouw te doen, bijvoorbeeld in verlaten Bantoe-dorpen.
Pygmeeën worden door Bantoe vaak geroemd om hun moed, maar  verder geminacht en als primitief en minderwaardig beschouwd, en soms ook zo behandeld. Terwijl hun materiële cultuur onder Bantoe-dominantie veelal verboden was, is de muzikale cultuur van de pygmeeën rijk; zij hebben in hun gezangen een zekere mate van polyfonie ontwikkeld.
Sommige groepen pygmeeën, zoals de Twa in Rwanda, Burundi en het oosten van Congo-Kinshasa, zijn in veel sterkere mate aan hun Bantoe-buren geaccultureerd en houden zich meer bezig met landbouw en pottenbakkerij dan met jacht en verzamelen.
Ter bescherming van het leefgebied van de berggorilla zijn de pygmeeën in Oeganda in 1992 uit hun leefgebied verdreven. Ze konden niet anders dan hun bestaan als jager/verzamelaar opgeven en moesten zich toeleggen op landbouw. Hierdoor kwamen ze ook in aanraking met drank en drugs, wat sindsdien een groot probleem onder de pygmeeën is. 
Na het gedwongen vertrek van de pygmeeën werd de begroeiing van het woud te dicht. Hieruit bleek dat de gorilla's en de pygmeeën in co-existentie met elkaar hadden samengeleefd: de pygmeeën kapten plaatselijk bomen, waardoor open plekken in het bos ontstonden, waar het voedsel van de gorilla groeide. Voor de pygmee was de gorilla een heilig dier, waar men niet op jaagde.

## Geweld tegen pygmeeën
Tijdens de Rwandese genocide (1994) werden vooral in de beginfase ongeveer 10.000 van de 30.000 Rwandese pygmeeën vermoord, schijnbaar vooral om de in der haast gevormde Interahamwe-milities te wennen aan het moorden. In 2002, tijdens de tweede Congo-oorlog, werden in de regio Ituri in een zorgvuldig geplande operatie nog eens 60.000 Congolese pygmeeën planmatig vermoord door de MLC-rebellen. Hun leiders wilden zeker weten dat hun tegenstanders in het regenwoud niet geholpen konden worden door de pygmeeën. Mensenrechten-activisten pleiten er voor om deze slachting te erkennen als genocide. In de nasleep van dit geweld, tijdens het Ituri conflict werden in 2003 duizenden overlevende pygmeeën door vanuit Uganda gesteunde rebellen als de facto slaven ingezet om naar mineralen te graven en om voedsel in het bos te verzamelen. Daarbij zouden zij die met lege handen terugkwamen, zijn vermoord en soms opgegeten.

## Onderzoek
Onderzoekers van de Universiteit van Pennsylvania, waaronder Nederlander Bart Ferwerda, schrijven in de PLoS Genetics dat pygmeeën zo klein zijn omdat ze al hun energie in hun immuunsysteem en snelle voortplanting stoppen. Dat is nodig omdat in hun leefomgeving de kans op infecties erg groot is. De onderzoekers uit Pennsylvania bestudeerden de genetische basis voor deze aanpassingen. Ze analyseerden DNA van 67 in Kameroen levende pygmeeën en dat van 58 mensen van een andere lokale stam waarvan de leden gemiddeld 17 centimeter langer worden.
De belangrijkste ontdekking was een strakker afgesteld immuunsysteem. Doordat het lichaam meer energie steekt in afweer, is er minder over voor onderhoud aan cellen, waardoor de pygmeeën sneller verouderen. Ook bleek dat bij de pygmeeën verschillende groeihormonen en signaalstoffen in de hersenen anders zijn afgesteld, waardoor ze eerder stoppen met groeien en sneller vruchtbaar worden. Met al deze noodzakelijke evolutionaire aanpassingen bleef er weinig energie over om in groei te steken. Omdat dit geen nadeel opleverde in het oerwoud, bleven de pygmeeën klein.

## Aziatische "pygmeeën"
Ook in Azië wonen geïsoleerde donkerhuidige groepen, ook Negrito's genoemd, die ook kleiner zijn dan de andere bevolkingsgroepen en er oppervlakkig uitzien als Afrikaanse pygmeeën. Dit zijn de Aeta op de Filipijnen, de Semang in Maleisië en de inwoners van de Andaman-eilanden (India). Door DNA-onderzoek is vastgesteld dat deze pygmee-achtige volken niet nauw verwant zijn aan de Afrikaanse pygmeeën, die toch nauwer verwant blijken te zijn aan de andere gekleurde Afrikanen. Een theorie is dat het hier gaat om convergente evolutie, die vermoedelijk samenhangt met het feit dat een kleine gestalte gunstig is voor het overleven in een dicht tropisch regenwoud.
De Afrikaanse pygmeeën zijn zich waarschijnlijk gaan ontwikkelen toen ongeveer 15.000 jaar geleden, na een droogteperiode die met het hoogtepunt van de laatste ijstijd samenvalt, het tropisch regenwoud zich sterk begon uit te breiden. Door hun microlithische werktuigtechniek waren deze Afrikanen toen (waarschijnlijk voor het eerst in de geschiedenis van de mens) in staat om zich aan te passen aan het leven in het regenwoud.